# Межрегиональное отраслевое объединение работодателей профессионального хоккея
Межрегиональное отраслевое объединение работодателей профессионального хоккея (МООРПХ) — организация, основанная на членстве юридических лиц — профессиональных хоккейных клубов.
Основная цель организации — сотрудничество, представительство и защита интересов своих членов в отношениях с органами государственной власти, органами местного самоуправления, профессиональными союзами спортсменов (хоккеистов, тренеров, специалистов), их объединениями и другими организациями наемных работников, иными структурами.
Председатель правления — Яковлев Юрий Николаевич. Директор  — Сараев Владимир Васильевич.
Создана и зарегистрирована 7 февраля 2006 в городе Москве.

## Члены
В объединение работодателей входят 21 профессиональный хоккейный клуб России:
1. Некоммерческое партнёрство «Спортивный клуб „Авангард“»
2. Автономная некоммерческая организация «Хоккейный клуб „Автомобилист“ город Екатеринбург»
3. Общество с ограниченной ответственностью «Спортивно-коммерческое предприятие „Татнефть-АкБарс“»
4. Некоммерческое партнёрство «Хоккейный клуб „Амур“»
5. Закрытое акционерное общество «Хоккейный клуб „Атлант“»
6. Муниципальное учреждение Чеховского района Хоккейный клуб «Витязь» (Чехов)
7. Региональная общественная организация «Хоккейный клуб „Динамо“ Москва»
8. Общество с ограниченной ответственностью «Хоккейный клуб Лада»
9. Некоммерческое партнёрство «Хоккейный клуб „Локомотив“ Ярославль»
10. Автономная некоммерческая организация «Хоккейный клуб „Металлург“»
11. Некоммерческое партнёрство «Новокузнецкий хоккейный клуб „Металлург“»
12. Автономная некоммерческая организация «Профессиональный хоккейный клуб МВД»
13. Общество с ограниченной ответственностью «Хоккейный клуб „Нефтехимик“»
14. Автономная некоммерческая организация «Хоккейный клуб „Салават Юлаев“»
15. Спортивная автономная некоммерческая организация «Хоккейный клуб „Северсталь“»
16. Некоммерческое партнерство «Новосибирский профессиональный хоккейный клуб „Сибирь“»
17. Закрытое акционерное общество «Хоккейный клуб СКА»
18. Некоммерческое партнёрство «Городской хоккейный клуб „Спартак“»
19. Челябинская городская общественная организация хоккейный клуб «Трактор»
20. Некоммерческое партнерство «Хоккейный клуб „Торпедо“»
21. Общество с ограниченной ответственностью «Профессиональный хоккейный клуб ЦСКА»